# Dekan (kemija)
Dekan ja nasičen ogljikovodik (alkan)  s kemijsko formulo  C10H22. Ima 75 mogočih struturnih izomerov, naziv pa se običajno nanaša na normalni dekan (n-dakan) s strukturno formulo  CH3(CH2)8CH3. Vsi izomeri imajo ne glede na razvejanost podobne lastnosti, zato se strukturi dekana ne posveča posebne pozornosti. Vsi izomeri so vnetljive tekočine in ena od sestavin bencina in petroleja. Dekan je, podobno kot drugi alkani, nepolarno topilo, netopno v vodi. Je sestavni del goriv, kot kemična surovina pa je za razliko od nekaterih drugih alkanov nepomemben.
Dekan je alkanski ogljikovodik z molekulsko formulo C10H22.
Obstaja 75 izomerov dekana, vsi so vnetljive tekočine. Dekan je ena izmed sestavin bencina. Kot ostali alkani, je nepolaren in se tako ne raztopi v polarnih tekočinah kot je voda.

## Reakcije
Dekan gori enako  kot drugi alkani. Z dovolj veliko količino kisika zgori v vodo in ogljikov dioksid:
2C10H22 + 31O2 → 20CO2 + 22H2O
Če količina kisika ni dovolj velika, zgori v ogljikov monoksid:
2C10H22 + 21O2 → 20CO + 22H2O